# Santa Comba (Seia)
Santa Comba es una freguesia portuguesa del concelho de Seia, con 11,72 km² de superficie y 741 habitantes (2001). Su densidad de población es de 63,2 hab/km².